# Castelvetro di Modena
Castelvetro di Mòdena (Castelvêder al dialecte de Mòdena) és un municipi italià de 11 272 habitants (2019) a la província de Mòdena a Emília-Romanya, situada a 18 km al sud de la capital de província Mòdena, i a uns 35 km de la capital de la regió de Bolonya, que es troba a l'est. Forma part, juntament amb altres set municipis, de la Unió de municipis de les Terre di castelli.

## Persones
- Enrico Cialdini (1811-1892), militar